# Solidara
Solidara was een Nederlandse politieke partij, in 2007 opgericht door het van de SP afgescheiden lid van de Eerste Kamer Düzgün Yildirim.

## Historie
Yildirim werd op 7 september 2007 uit de Socialistische Partij gezet, omdat hij tegen de wens van het partijbestuur zijn door voorkeurstemmen verkregen zetel in de Eerste Kamer der Staten-Generaal niet wilde opgeven. De SP was van mening dat de lijstvolgorde moest worden geëerbiedigd. Yildirim bleef als onafhankelijk lid in het parlement zitten en richtte Solidara op. De uit het Esperanto afkomstige naam betekent letterlijk solidair.
Formeel maakte Solidara nooit deel uit van de Eerste Kamer, omdat het reglement van de Eerste Kamer Yildirim niet toestond een nieuwe partijnaam te gebruiken. De fractie stond bekend onder de naam fractie Yildirim. Na de Eerste Kamerverkiezingen 2011 verdween Yildirim uit de senaat.
Door Solidara werden in verschillende gemeenten afdelingen opgezet. Hierbij waren veelal voormalige leden van de SP betrokken. Zowel in de Provinciale Staten van Gelderland als in de gemeenteraad van Haarlemmermeer braken via de SP'ers met de partij waarvoor ze gekozen waren en sloten zich aan bij Solidara.
De partij nam deel aan de Europese Parlementsverkiezingen 2009, maar bleef met 0,2% van de stemmen ver verwijderd van de kiesdrempel. Aan de gemeenteraadsverkiezingen van 4 maart 2010 deed Solidara alleen mee in de gemeente Zwolle, maar opnieuw zonder succes. Van deelname aan de Tweede Kamerverkiezingen van 9 juni 2010 werd afgezien wegens "het ontbreken van voldoende financiële middelen". Aan de Provinciale Statenverkiezingen van 2 maart 2011 nam Solidara deel in de provincies Drenthe en Overijssel, wederom zonder zetels in de wacht te slepen.
Op 20 april 2013 werd tijdens een Algemene Ledenvergadering besloten om de partij te ontbinden. Volgens een verklaring van Solidara was de actieve groep klein en bleef de slagkracht daardoor onvoldoende.

## Verkiezingsresultaten

### Europese Verkiezingen
| Jaar | Stemmen | %    |
| ---- | ------- | ---- |
| 2009 | 7.533   | 0,2% |

### Gemeenteraadsverkiezingen
| Jaar | Gemeente | Stemmen | %    |
| ---- | -------- | ------- | ---- |
| 2010 | Zwolle   | 449     | 0,9% |

### Provinciale Statenverkiezingen
| Jaar | Provincie  | Stemmen | Percentage |
| ---- | ---------- | ------- | ---------- |
| 2011 | Drenthe    | 277     | 0,12%      |
| 2011 | Overijssel | 777     | 0,16%      |